# Ermita del Santo Sepulcro (Carenas)
La ermita del Santo Sepulcro se encuentra situada en el municipio zaragozano de Carenas, España.

## Descripción
La ermita del Sepulcro data del siglo XVII, aunque hay elementos que podrían datarla en el siglo XVI. Una parte de su planta está excavada en la montaña, adaptándose a la orografía del terreno, lo que le da, realmente, el aspecto de un sepulcro. En su interior se encuentran los restos de: «Antonio de Luna, oriundo de la villa de Carenas y beneficiado perpetuo de la iglesia parroquial, hizo esta capilla. Año 1629», tal como reza su losa sepulcral. 
La planta de tres naves, las dos laterales más pequeñas, a las que se accede por arcos o contrafuertes sobre los que descarga el peso de la nave central. Se remata con una especie de ábside o cabecero circular, que sirve para enmarcar y ensalzar el retablo mayor, de aspecto majestuoso. Destaca una pila de agua bendita del siglo XVI, en la que aparece el nombre del orfebre, un tanto incompleto; está ricamente decorada y conserva una estrella de ocho puntas. El retablo mayor, enmarcado por dos columnas que soportan un frontón curvo partido que se remata con el escudo de la familia Luna y bajo él, el signo de la muerte con seis calaveras. En su centro se abre una hornacina a media altura donde aparece Jesús Crucificado y, justamente debajo, otra hornacina sepulcral del Cristo Yacente y en la parte inferior, la tumba de Antonio de Luna y sendas cartelas a modo de escudo del apellido Luna. La pieza principal es un Cristo Yacente. Es una buena talla, seguramente del siglo XVII, que presenta pintura y pigmentación original. Es de buenas proporciones y exhibe un gran estudio anatómico, siendo el conjunto de gran expresión y belleza. Es sacado, en su lecho, en la procesión de Semana Santa. En el exterior una estatua de forja, de corte moderno, sobre pedestal.